# Falco 3
Albums de Falco
Junge Roemer
(1984) Emotional
(1986)
Falco 3 est le troisième album du chanteur autrichien Falco sorti en 1985.
Falco 3 est l'album de Falco qui remporta le plus de succès, la chanson Rock me Amadeus devenant numéro 1 dans beaucoup de pays, et notamment les États-Unis, fait unique pour une chanson en allemand. L'album se classa à la 5e place des ventes aux États-Unis, bien qu'il fût composé quasiment uniquement de chansons en allemand.

## Liste des titres
1. Rock Me Amadeus
2. America
3. Tango the Night
4. Munich girls
5. Jeanny
6. Vienna Calling
7. Männer des Westens (Any kind of Land)
8. Nothing sweeter than Arabia
9. Macho Macho
10. It's all over now, Baby Blue

## Certifications
| Région                                                                  | Certification | Ventes/Streams |
| ----------------------------------------------------------------------- | ------------- | -------------- |
| Autriche (IFPI)                                                         | Platine       | 100 000        |
| Canada (Music Canada)                                                   | Platine       | 100 000^       |
| Allemagne (BM)                                                          | Platine       | 500 000^       |
| Suisse (IFPI)                                                           | Or            | 25 000x        |
| États-Unis (RIAA)                                                       | Or            | 500 000^       |
| ^Mise en rayon selon la certification xNon précisé par la certification |               |                |